# Koldo Fernández
Koldo Fernández de Larrea (født 13. september 1981) er en spansk tidligere professionel landevejsrytter.